# 大草乡
大草乡，是中华人民共和国四川省凉山彝族自治州盐源县曾经下辖的一个乡。2020年6月，撤销大草乡，原大草乡挤瓜瓜村、水简坪村、大草坝村、沙拉地村、麦架坪村所属行政区域为甲米镇行政区域，原大草乡白杨坪村、石花村、牦牛山牧场所属行政区域为棉桠镇的行政区域。

## 行政区划
大草乡撤销前下辖以下地区：
挤瓜瓜村、水简坪村、水草坝村、沙拉地村、麦架坪村、白杨村和石花村。